# Pampa de Pongo
Pampa de Pongo es una reserva de hierro que se encuentra en etapa de exploración situado en Arequipa, Perú. Jinzhao Mining Peru S.A. es la empresa propietaria del proyecto. El desarrollo comprende, además de las actividades de producción de mineral de hierro, el desarrollo de un puerto y de la respectiva líneas de transmisión para suministrar energía a las actividades del proyecto.
El Informe Técnico de Evaluación Económica Preliminar fue ejecutado en 2008 encontrando que el proyecto, además de estar situado en una ubicación favorable cerca de una instalación portuaria, tiene una presencia de un gran mineralización de magnetita.

## Propiedad
Pampa de Pongo fue propiedad de Cardero Resource Corp hasta el 27 de octubre de 2008  cuando vendió el 100% a Nanjinzhao Group Co. Ltd. por USD 200 millones
El 18 de diciembre de 2009, Nanjinzhao Group Co. Ltd. hizo el pago final a Resource Corp Cardero. Jinzhao Minería Peru S.A. es la filial peruana de Zibo Hongda Mining Co., Ltd., que es una filial de Nanjinzhao Group Co.

## Estudios
Estudios de factibilidad para el proyecto Pampa de Pongo finalizaron el 2013 por SNC Lavalin.
Ingeniería y consultoría Zer Geosystem Perú, especializado en ofrecer Estudios geotécnicos, utiliza el Análisis de multicanal de Spectral Waves (MASW) Métodos para ambos Pampa de Pongo y sombrerillo subestaciones, así como para la correspondiente puerto con el fin de ejecutar los respectivos estudios geofísicos.

## Poder
El 20 de noviembre de 2014, el proyecto recibió la aprobación del EIA para la construcción de líneas de transmisión por Ministerio de Energía y Minas del Perú. De acuerdo con la resolución directoral Nº365-2014-MEM / DGAAE.